# يان بوريل
يان بوريل (بالإنجليزية: Ian Burrell)‏ هو عداء مراثوني أمريكي، ولد في 15 فبراير 1985.

## وصلات خارجية
- يان بوريل على موقع الاتحاد الدولي لألعاب القوى (الإنجليزية)